# Jabłonica Ruska
Jabłonica Ruska (Ukr. Яблониця Руська) (w latach 1977–1981 Jabłonica) – wieś w Polsce położona w województwie podkarpackim, w powiecie brzozowskim, w gminie Dydnia. Wieś leży na prawym brzegu w zakolu Sanu.

## Historia
Wieś po raz pierwszy wspomniana w dokumencie z roku 1373 przy okazji nadania Przemysławowi z Jabłonicy [ruskiej] wsi Ulucz przez księcia Władysława Opolczyka, kolejna wzmianka opatrzona jest datą 1432. W latach 1430–1447 wieś była własnością Małgorzaty Dydyńskiej, wdowy po Mikołaju. Po niej wieś odziedziczyli synowie Paweł i Mikołaj, którzy to posiadali pieczęć z herbem Gozdawa. Oprócz Jabłonicy, byli oni jeszcze w posiadaniu takich wsi jak: Krzemienna, Temeszów i Falejówka. W roku 1489 trzej synowie Elżbiety, tj. Jan, Zygmunt i Stanisław Dydyńscy podzielili majątek pomiędzy siebie w taki sposób, że Janowi przypadły wsie: Falejówka, Jabłonka i połowa Wydrnej, zaś Zygmunt i Stanisław stali się właścicielami Dydni, połowy Wydrnej, Temeszowa, Krzemiennej oraz Jabłonicy Ruskiej.
W połowie XIX wieku właścicielką posiadłości tabularnej w Jabłonicy Ruskiej była Joanna Jagielska.
W latach 1975–1998 miejscowość administracyjnie należała do województwa krośnieńskiego.